# 李麟佐
李麟佐（이인좌，1695年—1728年），原名李玄佐（이현좌），朝鮮王朝時期的文臣，為英祖時期李麟佐之亂的首謀者。本貫全州李氏，臨瀛大君李璆的九代孫，是朝鮮景宗、朝鮮英祖的族祖父。打敗他的吳命恒說麟佐爲人短小精悍有膽氣。
李麟佐為峻論派的重要人物之一，峻論派是自少論派中分裂出來的激進朋黨派系。
朝鮮英祖即位後，他失勢。1728年，李麟佐聯合鄭希良等人占據清州叛亂，圖謀推翻英祖、擁立密豐君李坦為國王。朝廷以吳命恆為都元帥，率領官軍鎮壓，他被抓獲，押送漢陽（今首爾）酷刑殺害，其四子沒為官奴。儒臣鄭羽良言：「麟佐子年五歲，能作劒舞狀。若不早為之所，則不無後慮。請囚之，待年殺之。上曰、法一低昻，奈後弊何。囚獄待年，非王法也，國朝仁厚之風壞矣。」

## 家族關係
- 十世祖：臨瀛大君（1420－1469）
- 九世祖：英陽君李涵（1458－?）
- 八世祖：烏城都正李神孫（1497－1590）
- 七世祖：豐陽都正李春（1516－1551）
- 六世祖：李夢祥（1539－1605）
- 高祖父：李廷臣（1560－1628）
- 曾祖父：李應蓍（1594－1660）
- 祖父：李雲徵（1645－1717）
- 父親：李弘德
- 兄弟：李熊佐、李駿佐、李麒佐，都被連坐處死。[1]

## 相關影視作品及飾演者
- 《大撲》，2016年SBS月火連續劇，田光烈飾演。
- 《獬豸》，2019年SBS月火連續劇，高周元飾演。
- 《逆謀 - 叛亂的時代（朝鲜语：역모: 반란의 시대）》，2017年電影，金智勳飾演。